# Latina Football Club 1977-1978
Questa pagina raccoglie le informazioni riguardanti il Latina Football Club nelle competizioni ufficiali della stagione 1977-1978.

## Rosa
| N. |                   | Ruolo | Calciatore            |  |
| -- | ----------------- | ----- | --------------------- |  |
|    | Italia (bandiera) | A     | Paolo Bergamo         |  |
|    | Italia (bandiera) | D     | Andrea Bernabucci     |  |
|    | Italia (bandiera) | C     | Bevivino              |  |
|    | Italia (bandiera) | A     | Angelo Brunello       |  |
|    | Italia (bandiera) | A     | Salvatore Caiazza     |  |
|    | Italia (bandiera) | C     | Tommaso Calise        |  |
|    | Italia (bandiera) | D     | Vincenzo Carannante   |  |
|    | Italia (bandiera) | C     | Damiano Coletta       |  |
|    | Italia (bandiera) | C     | Giovanni Andrea Cossu |  |
|    | Italia (bandiera) | P     | Franco Del Prete      |  |
|    | Italia (bandiera) | C     | Maurizio Dozzi        |  |
|    | Italia (bandiera) | C     | Angelo Fadigati       |  |

| N. |                   | Ruolo | Calciatore               |
| -- | ----------------- | ----- | ------------------------ |
|    | Italia (bandiera) | P     | Enzo Lauro               |
|    | Italia (bandiera) | C     | Alberto Marini           |
|    | Italia (bandiera) | D     | Mattaini                 |
|    | Italia (bandiera) | A     | Francesco Antonio Morano |
|    | Italia (bandiera) | C     | Giovanni Oddo            |
|    | Italia (bandiera) | A     | Raffaele Pepe            |
|    | Italia (bandiera) | C     | Vittorio Petrella        |
|    | Italia (bandiera) | C     | Ernesto Pezzuoli         |
|    | Italia (bandiera) | D     | Vincenzo Rispoli         |
|    | Italia (bandiera) | P     | Vincenzo Ronzulli        |
|    | Italia (bandiera) | A     | Nicola Sardelli          |
|    | Italia (bandiera) | C     | Fabrizio Venturini       |
|    | Italia (bandiera) | A     | Riccardo Paolucci        |